# Classica di Amburgo 2024
La Classica di Amburgo 2024 (ufficialmente BEMER Cyclassics per motivi di sponsorizzazione), ventisettesima edizione della corsa e valida come trentunesima prova dell'UCI World Tour 2024 categoria 1.UWT, si svolse l'8 settembre su un percorso di 198,5 km, con partenza e arrivo ad Amburgo, in Germania. La vittoria fu appannaggio dell'olandese Olav Kooij, il quale completò il percorso in 3h39'49", alla media di 48,449 km/h, precedendo l'italiano Jonathan Milan e l'eritreo Biniam Girmay

## Squadre e corridori partecipanti
| N.      | Cod. | Squadra                 |
| ------- | ---- | ----------------------- |
| 1-7     | LTK  | Lidl-Trek               |
| 11-17   | RBH  | Red Bull-Bora-Hansgrohe |
| 21-27   | IGD  | Ineos Grenadiers        |
| 31-37   | ARK  | Arkéa-B&B Hotels        |
| 41-47   | GFC  | Groupama-FDJ            |
| 51-57   | SOQ  | Soudal Quick-Step       |
| 61-67   | LTD  | Lotto Dstny             |
| 71-77   | UAD  | UAE Team Emirates       |
| 81-87   | AST  | Astana Qazaqstan Team   |
| 91-97   | IWA  | Intermarché-Wanty       |
| 101-107 | TVL  | Team Visma-Lease a Bike |
| 111-117 | JAY  | Team Jayco AlUla        |

| N.      | Cod. | Squadra                         |
| ------- | ---- | ------------------------------- |
| 121-127 | EFE  | EF Education-EasyPost           |
| 131-137 | MOV  | Movistar Team                   |
| 141-147 | IPT  | Israel-Premier Tech             |
| 151-157 | UXM  | Uno-X Mobility                  |
| 161-167 | DFP  | Team DSM-Firmenich PostNL       |
| 171-177 | DAT  | Decathlon AG2R La Mondiale Team |
| 181-187 | TBV  | Bahrain Victorious              |
| 191-197 | ADC  | Alpecin-Deceuninck              |
| 201-207 | TUD  | Tudor Pro Cycling Team          |
| 211-217 | COF  | Cofidis                         |
| 221-227 | Q36  | Q36.5 Pro Cycling Team          |

## Ordine d'arrivo (Top 10)
| Pos. | Corridore          | Squadra     | Tempo    |
| ---- | ------------------ | ----------- | -------- |
| 1    | Olav Kooij         | Visma       | 3h39'49" |
| 2    | Jonathan Milan     | Lidl        | s.t.     |
| 3    | Biniam Girmay      | Intermarché | s.t.     |
| 4    | Jordi Meeus        | Red Bull    | s.t.     |
| 5    | Alexander Kristoff | Uno-X       | s.t.     |
| 6    | Axel Zingle        | Cofidis     | s.t.     |
| 7    | Jasper Philipsen   | Alpecin     | s.t.     |
| 8    | Mike Teunissen     | Intermarché | s.t.     |
| 9    | Matteo Trentin     | Tudor       | s.t.     |
| 10   | Stefano Oldani     | Cofidis     | s.t.     |